# Ruvet (peix)

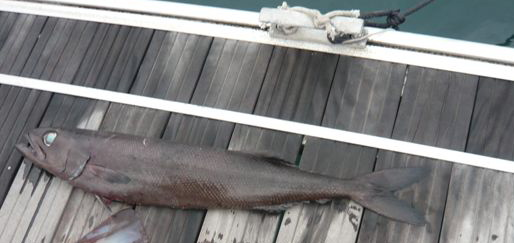
Exemplar capturat a les illes Canàries

El ruvet o la llima (Ruvettus pretiosus) és una espècie de peix pertanyent a la família dels gempílids i l'única del gènere Ruvettus.

## Descripció
- Pot arribar a fer 300 cm de llargària màxima (normalment, en fa 150) i 63,5 kg de pes.[3]
- Cos de color marró a marró fosc amb els extrems de les aletes pectorals i pèlviques negres. Les vores de la segona aleta dorsal i de l'anal són blanques en els exemplars joves.
- Pell molt aspra amb escates intercalades amb tubercles ossis i espinosos.
- 13-15 espines i 15-18 radis tous a l'aleta dorsal i cap espina i 15-18 radis tous a l'anal.
- 32 vèrtebres.[4][5]

## Alimentació
Menja peixos, crustacis i calamars.

## Depredadors
Al Brasil és depredat per l'agulla blanca (Tetrapturus albidus).

## Hàbitat
És un peix marí, pelàgic, oceanòdrom, bentopelàgic i de clima subtropical que viu entre 100 i 800 m de fondària (normalment, entre 200 i 400) sobre la plataforma continental en general (de vegades, en aigües oceàniques fins als 800 m de fondària) i entre les latituds 55°N-43°S i 180°W-180°E.

## Ús comercial
La carn és molt greixosa i, si se'n menja molt, té propietats purgants. Tot i així es comercialitza fresc (al Japó) i com a farina de peix. També és apreciat com a trofeu entre els afeccionats a la pesca esportiva.

## Distribució geogràfica
Es troba a les aigües temperades i tropicals de tots els mars i oceans.

## Observacions
Segons alguns autors, és verinós per als humans i, per tant, incomestible.